# Burg Leonberg (Leonberg)
Die denkmalgeschützte Burg Leonberg, auch Altes Schloss oder Gschlössl genannt, ist eine Höhenburg im Gemeindeteil Leonberg von Maxhütte-Haidhof (Burgweg 5) im Landkreis Schwandorf in Bayern. Die Anlage ist unter der Aktennummer D-3-76-141-11 als Baudenkmal verzeichnet. „Archäologische Befunde im Bereich des ‚Alten Schlosses‘ in Leonberg, ehemals mittelalterliche Burg“ werden zudem als Bodendenkmal unter der Aktennummer D-3-6838-0177 geführt.

## Geschichte
Im 13. und 14. Jahrhundert war die Burg Sitz der Limperger, 1378 ist von der Veste zu dem Liemperg die Rede, die von Chaloch Hofer an die Losnitzer kam. Auf diese folgten die Sinzenhofer, die auch zu Teublitz besitzend waren. 1422 wird hier Ludwig von Sinzenhof genannt. 1429 wird auch noch Hans Gnädendorfer erwähnt. 1603 geht der Besitz von Georg Leo von Sinzenhof an Wolfgang Teufel von Pirkensee über. Im Dreißigjährigen Krieg wurde die Burg zerstört, danach wurde nur mehr das Hauptgebäude aufgebaut. Die Hofmarksbesitzer verließen die Burg und wohnten auf anderen der Hofmark zugehörenden Schlössern. Die Hofmarksverwaltung verblieb aber in Leonberg.
Als weitere Besitzer werden genannt: Georg Melchior Altmann zu Winzer (1603), Johann Georg Hofer von Lobenstein (1640), Friedrich Adamb Thumb (1671), die Stich (bis 1699), dann Lorenz Tünzler und Georg Ferdinand von Gugl, die Francken und 1771 Franz Anton Reichsgraf von Oexle. Am 6. Oktober 1796 erwirbt Wilhelm Carl Freiherr von Eckart Burg und Hofmark von der Witwe Maria Antonie Freiin von Öxle; Wilhelm von Eckart wird 1799 in den Grafenstand erhoben. 
1827 wird die Hofmark Leonberg aufgelöst und dieser Besitz wird dem Fideikommiss Leonberg-Fischbach zugeordnet. Zu diesem gehörte das Schloss Pirkensee mit Hofmark, Schloss Leonberg mit Hofmark, die Rittergüter Stockenfels und Fischbach mit Hofmark, Hofmark Hof mit Burgstall Zangenfels, Hofmark Steinsberg und das Ritterlehen Stefling. Ein weiterer Teil des Besitzes wurde dem zweiten Fideikommiss Bertolzheim-Winklarn zugeschlagen; dieser umfasste Schloss Trugenhofen, Schloss Bertolzheim, Winklarn mit Frauenstein, Reichenstein und den jeweiligen Herrschaftsgerichten. Nach dem Tod von Graf Eckart († 1828) übernahm seine Tochter Eugenie Katharina Gräfin von Eckart beide Fideikommisse. Diese war verheiratet mit Charles Comte Du Moulin, einem einstigen Generalleutnant der napoleonischen Truppen. Ihre beiden Söhne Karl und Gustav Adolf bekamen jeweils einen Fideikommiss. Unter König Ludwig I. wurde aus dem französischen Familiennamen Du Moulin die deutschsprachige Bezeichnung von der Mühle, der vollständige adelige Familienname lautete danach Von der Mühle-Eckart.
Nach dem Bau des neuen Schlosses 1890 wurde die Burg Leonberg von seinen Besitzern aufgegeben und in Eigentums- und Mietwohnungen umgewandelt.

## Burg Leonberg heute

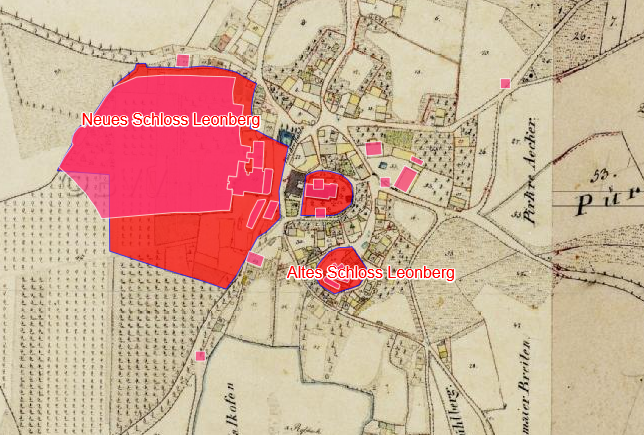
Lageplan des Alten und Neuen Schlosses von Leonberg auf dem Urkataster von Bayern

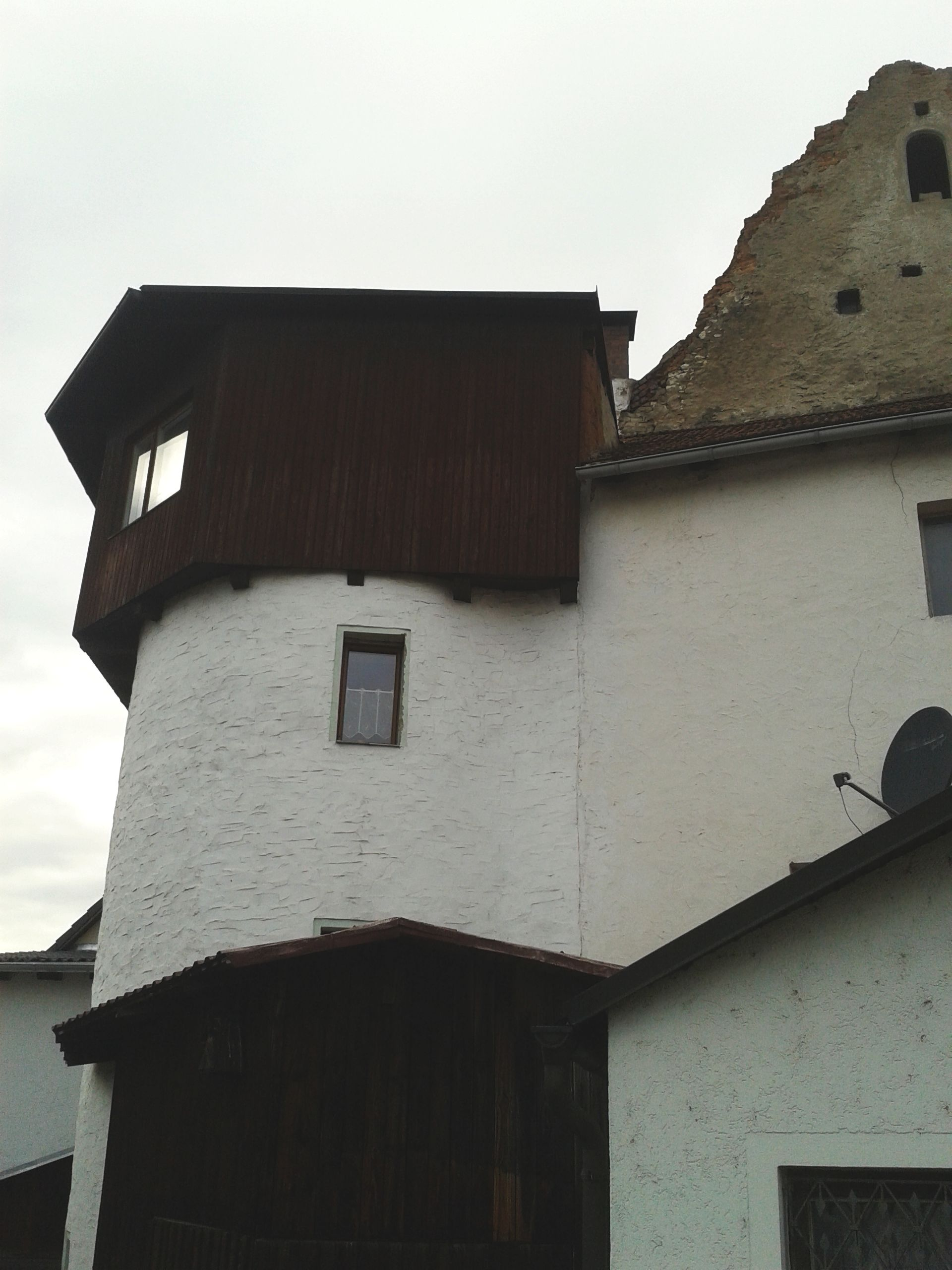
Ehemaliger Rundturm der Burg Leonberg

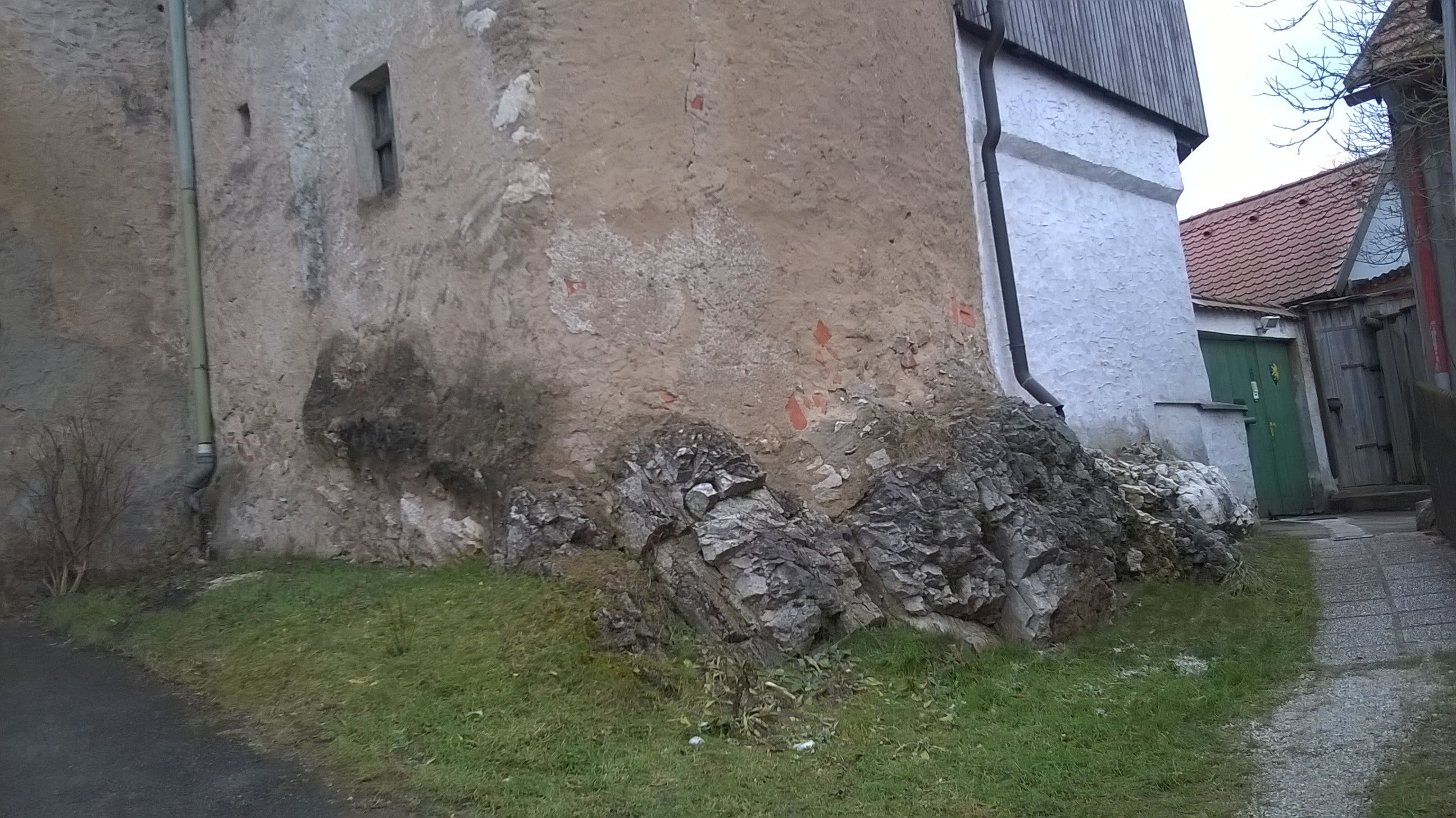
Felsfundament der Burg Leonberg

Die Burg liegt am höchsten Punkt von Leonberg und ist deshalb schon von weitem sichtbar. Die Burg wurde strategisch günstig angelegt und von ihr aus war ein Blick über das Umland möglich. Die Burg beruht auf einer mittelalterlichen Anlage; erhalten ist ein unregelmäßiger Baukörper aus dem 14. und 16. Jahrhundert mit einem Turm mit Satteldach, Stufengiebeln und Schweifgiebel auf der Nordseite, an diesen Turm schließen sich zwei Wohnbauten an. Einst besaß die Veste vier runde Türme, von denen heute nur noch zwei teilweise erkennbar sind. Die früher mächtige Umfassungsmauer und der Burggraben lassen sich nur mehr erahnen. Der südwestliche Mauerring ist heute in den Wohnbau integriert. 
Das so genannte „Gschlössl“ ist bewohnt und gehört sieben Eigentümern.